# Capela de São Tiago (Lindsey)

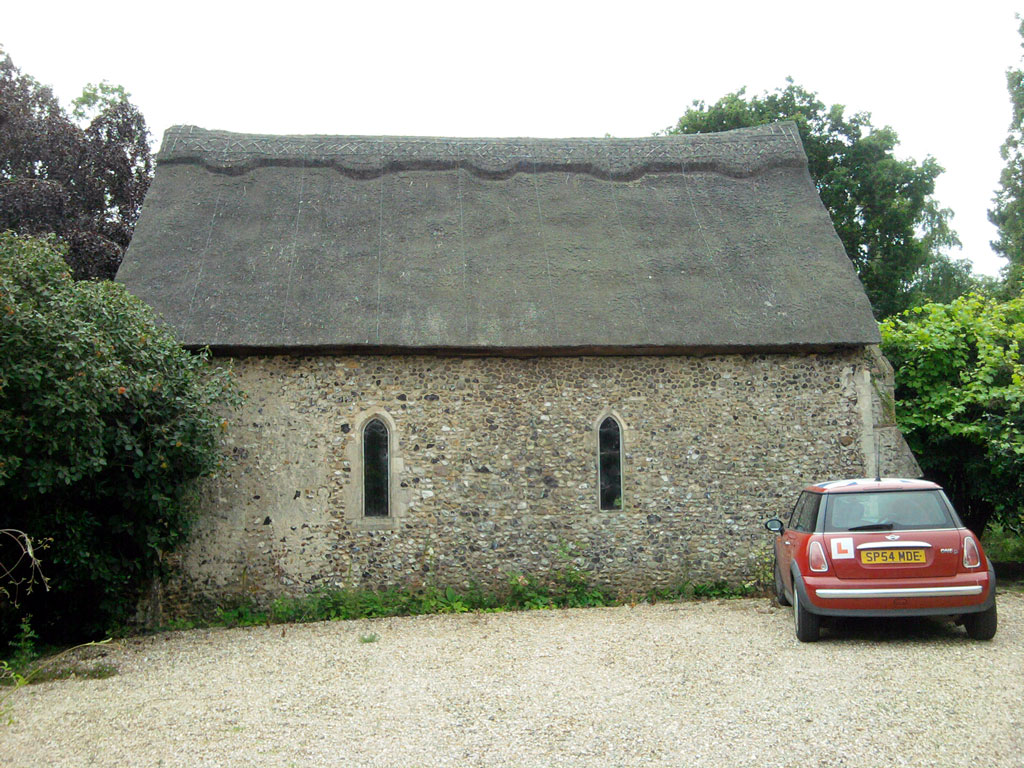
Capela de São Tiago, lado norte

A capela de São Tiago fica na vila de Lindsey, Suffolk, na Inglaterra. Foi construído por volta de 1250 e é um monumento antigo marcado. A capela está registada na Lista do Património Nacional da Inglaterra como Grau I.

## História
A capela originou-se como capela do vizinho Castelo de Lindsay, do qual todos os restos desapareceram, excepto alguns pequenos trabalhos de terraplenagem.